# Samuel Carvalho
Samuel Carvalho dos Santos Júnior (Simplício Mendes, 7 de março de 1983) é um político brasileiro filiado ao Cidadania. Deputado estadual, eleito em 2018, para atuar na Assembleia Legislativa de Sergipe  e reeleito em 2022. Nas eleições de 2024, foi eleito prefeito de Nossa Senhora do Socorro, com a maior votação da história do município.

## Biografia
Samuel Carvalho dos Santos Júnior, filho de Samuel Carvalho dos Santos e Maria de Fátima Souza, nasceu em Simplício Mendes, Estado do Piauí, em 07 de março de 1983. Aos dois anos mudou-se com sua família para Sergipe, e em 2005 mudou-se para o município de Nossa Senhora do Socorro, em virtude de sua aprovação no Concurso Público para Fiscal de Tributos, cargo que exerceu até o ano de 2014. Neste município fixou residência e constituiu família: em 2006 casou com a Assistente Social Adriana Carvalho e dessa união nasceram três filhos, Samuel Neto (in memorian), Ruy Arthur e Ana Sophia.
Samuel Carvalho é formado em Direito pela Universidade Tiradentes e pós-graduado em Gestão Pública com ênfase em Cidades Inteligentes. Ingressou na vida política em 2014, candidatando-se ao cargo de Deputado Federal, obtendo 5.791 votos. Em 2016 candidatou-se ao cargo de Prefeito de Nossa Senhora do Socorro, obtendo 12.276 votos. Em 2018 candidatou-se ao cargo de Deputado Estadual, sendo eleito com 14.216 votos. Em 2020 disputou novamente o cargo de Prefeito de Nossa Senhora do Socorro, obtendo 24.018 votos. Já em 2022, foi reeleito, com 15.621 votos, para continuar o seu trabalho como representante do povo sergipano.

Na eleição de 2024, Samuel foi eleito prefeito de Nossa Senhora do Socorro, com expressivos 56.391 votos, tornando-se o mais votado da história do município. Foram 59,12% dos votos válidos, com quase 30 mil votos de diferença da segunda colocada